# Манасія (комуна)
Манасія (рум. Manasia) — комуна у повіті Яломіца в Румунії. До складу комуни входить єдине село Манасія.
Комуна розташована на відстані 54 км на північний схід від Бухареста, 56 км на захід від Слобозії, 133 км на південний захід від Галаца, 134 км на південний схід від Брашова.

## Населення
За даними перепису населення 2002 року у комуні проживали 4673 особи.
Національний склад населення комуни:
| Національність | Кількість осіб | Відсоток |
| -------------- | -------------- | -------- |
| румуни         | 4563           | 97,6%    |
| цигани         | 110            | 2,4%     |

Рідною мовою назвали:
| Мова      | Кількість осіб | Відсоток |
| --------- | -------------- | -------- |
| румунська | 4653           | 99,6%    |
| циганська | 20             | 0,4%     |

Склад населення комуни за віросповіданням:
| Релігія                                       | Кількість осіб | Відсоток |
| --------------------------------------------- | -------------- | -------- |
| православні                                   | 4659           | 99,7%    |
| старообрядці                                  | 4              | 0,1%     |
| п'ятдесятники                                 | 1              | < 0,1%   |
| лютерани (Синодально-пресвітеріанська церква) | 1              | < 0,1%   |